# Hou Hsiao-hsien
Hou Hsiao-hsien (chiń. upr. 侯孝贤; chiń. trad. 侯孝賢; pinyin Hóu Xiàoxián; ur. 8 kwietnia 1947 w Meixian w Chinach) – tajwański reżyser, scenarzysta i producent filmowy, wielokrotnie nagradzany na międzynarodowych festiwalach filmowych. Przedstawiciel tajwańskiej nowej fali.
Przewodniczył jury sekcji "Cinéfondation" na 61. MFF w Cannes (2008). Zasiadał również w jury konkursu głównego na 72. MFF w Wenecji (2015).

## Filmografia
Filmy wyreżyserowane:
| Rok  | Tytuł polski                    | Tytuł angielski                      | Tytuł oryginalny                                                      | Uwagi                                                                                      |
| ---- | ------------------------------- | ------------------------------------ | --------------------------------------------------------------------- | ------------------------------------------------------------------------------------------ |
| 1980 | Miła dziewczyna                 | Cute Girls                           | Jiu shi liu liu de ta (就是溜溜的她)                                  | Pierwszy pełnometrażowy film                                                               |
| 1981 |                                 | Cheerful Wind                        | Feng er ti ta cai (風兒踢踏踩)                                        |                                                                                            |
| 1982 | Zielona trawa rodzinnego domu   | The Green, Green Grass of Home       | Zai na he pan qing cao qing (在那河畔青草青)                          |                                                                                            |
| 1983 |                                 | The Sandwich Man                     | Erzi de Dawan’ou (兒子的大玩偶)                                       | Wyreżyserowany razem z Wan Ren oraz Tseng chuang-hsiang                                    |
| 1983 | Chłopcy z Fengkuei              | The Boys From Fengkuei               | Feng gui lai de ren (風櫃來的人)                                      | Nagroda Golden Montgolfiere na Festiwalu Trzech Kontynentów w Nantes w 1984 roku           |
| 1984 | Lato u dziadka                  | A Summer at Grandpa’s                | Dongdong de jiaqi (冬冬的假期)                                        | Nagroda Golden Montgolfiere na festiwalu Festiwalu Trzech Kontynentów w Nantes w 1985 roku |
| 1985 | Czas życia, czas śmierci        | The Time to Live and the Time to Die | Tong nian wang shi (童年往事)                                         | Nagroda FIPRESCI w sekcji "Forum Nowego Kina" na 36. MFF w Berlinie (1986)                 |
| 1986 | Pył na wietrze                  | Dust in the Wind                     | Lianlian fengchen (戀戀風塵)                                          |                                                                                            |
| 1987 | Córka Nilu                      | Daughter of the Nile                 | Niluohe nü’er (尼羅河的女兒)                                          | Pokazywany w sekcji "Directors’ Fortnight" na 40. MFF Cannes                               |
| 1989 | Miasto smutku                   | A City of Sadness                    | Bei qing cheng shi (悲情城市)                                         | Złoty Lew na 46. MFF w Wenecji                                                             |
| 1993 | Lalkarz                         | The Puppetmaster                     | Ximeng rensheng (戲夢人生)                                            | Nagroda Jury na 46. MFF w Cannes                                                           |
| 1995 | Dobrzy mężczyźni, dobre kobiety | Good Men, Good Women                 | Haonan haonu (好男好女)                                               | Nagroda Best Feature Film na międzynarodowy festiwalu filmowy na Hawajach w 1995 roku      |
| 1996 | Żegnaj Południe, żegnaj         | Goodbye South, Goodbye               | Nan guo zai jan, nan guo (南國再見，南國)                             | Pokazywany na festiwalu w Cannes w 1996 roku                                               |
| 1998 | Kwiaty Szanghaju                | Flowers of Shanghai                  | Hai shang hua (海上花)                                                | Pokazywany na festiwalu w Cannes w 1998 roku                                               |
| 2001 | Millennium Mambo                | Millennium Mambo                     | Qian xi man po (千禧曼波)                                             | Nagroda Technical Grand Prize na festiwalu w Cannes w 2001 roku                            |
| 2003 | Cafe Lumiere                    | Café Lumière                         | Kōhī jikō (咖啡時光)                                                  | Japońska produkcja, pokazywany na festiwalu w Wenecji w 2004 roku                          |
| 2005 | Trzy miłości                    | Three Times                          | Zui hao de shi guang (最好的時光)                                     | Pokazywany na festiwalu w Cannes w 2005 roku                                               |
| 2007 | Podróż czerwonego balonika      | The Flight of the Red Balloon        | Le Voyage du Ballon Rouge (紅氣球的旅行)                              | Francuska produkcja                                                                        |
| 2007 | Dom elektrycznej księżniczki    | The Electric Princess House          | Chacun son cinéma ou Ce petit coup au coeur quand la lumière (電姬館) | Segment filmu nowelowego, Kocham kino                                                      |
| 2010 |                                 | One Day In Taipei                    | (台北的一天)                                                          | 6 minutowy film krótkometrażowy Taipei Pavilion na Expo 2010                               |
| 2011 |                                 | 10+10                                | 10+10                                                                 | Film nowelowy, reżyser segmentu pt. La Belle Epoque                                        |
| 2015 | Zabójczyni                      | The Assassin                         | Nie yin niang (聶隱娘)                                                | Nagroda dla najlepszego reżysera na 68. MFF w Cannes                                       |